# Bernhard Tollens

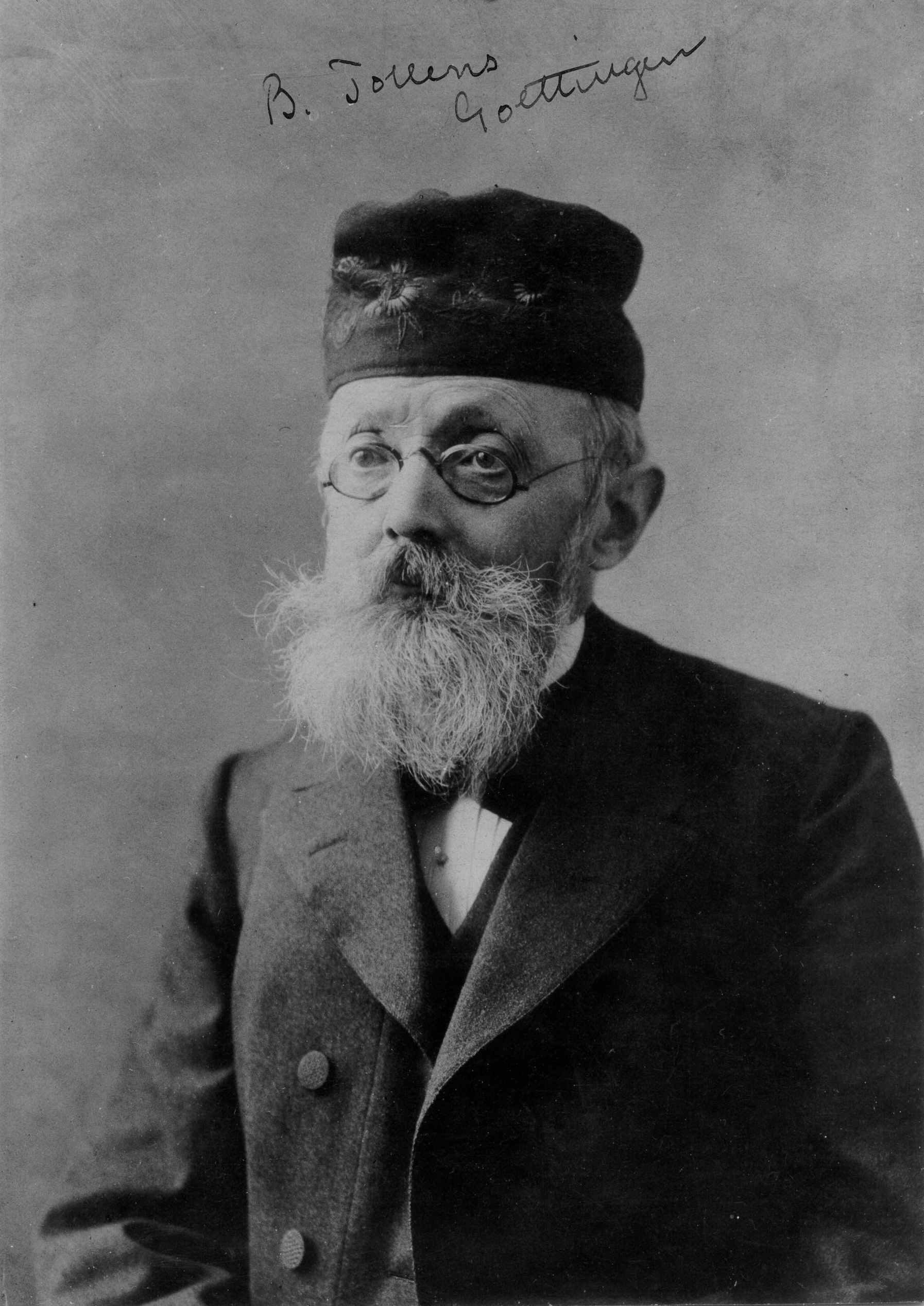
Bernhard Tollens

Bernhard Tollens (Hamburg, 30 juli 1841 - Göttingen, 31 januari 1918) was een Duits scheikundige.

## Biografie
Bernhard Tollens werd geboren in Hamburg, waar hij naar de Johanneumschool (Gelehrtenschule des Johanneums) ging, een klassiek gymnasium. Daar werd hij sterk beïnvloed door zijn wetenschapsleraar Karl Möbius. Nadat hij er in 1857 afstudeerde, startte Tollens met een opleiding als leerjongen in de farmacie. 
In 1862 begon hij met zijn opleiding scheikunde in Göttingen, in het laboratorium van Friedrich Wöhler. Reeds in 1864 schreef Tollens zijn proefschrift en hij ontving de graad van doctor zonder het te moeten verdedigen. Dat was mogelijk via de tussenkomst van Wöhler. Op die manier kon Tollens starten met een aantrekkelijke job in een bronsgieterij. Toch gaf hij deze job reeds na 6 maanden op om gedurende 6 maanden in de onderzoeksgroep van Emil Erlenmeyer aan de Universiteit van Heidelberg te assisteren. Nadien werkte hij voor 11 maanden met Charles-Adolphe Wurtz in Parijs en was hij het hoofd van een laboratorium aan de Universiteit van Coimbra in Portugal.
Toch keerde hij in 1872 terug naar Göttingen bij zijn eerste leraar, Wöhler. Ginds verrichtte hij diverse taken tot zijn dood in 1918. Het is gedurende zijn laatste jaren in Göttingen dat Tollens zijn onderzoek naar koolhydraten begon. Dit onderzoek leidde tot een groot aantal publicaties en de opheldering van verschillende moleculaire structuren, waaronder het Tollens reagens.

## Voornaamste publicaties
- Einfache Versuche für den Unterricht in der Chemie. Für agrikultur-chemische Laboratorien zusammengestellt (1878)
- Kurzes Handbuch der Kohlenhydrate (1888)